# Kida Takuya
Kida Takuya (喜田 拓也, sinh ngày 23 tháng 9 năm 1994 ở Kanagawa, Nhật Bản) là một cầu thủ bóng đá người Nhật Bản kể từ năm 2012 thi đấu ở vị trí tiền vệ cho Yokohama F. Marinos ở J1 League. Anh cũng thi đấu cho Nhật Bản ở Giải vô địch bóng đá U-17 thế giới 2011 vào đến Tứ kết. Không chỉ vậy anh cũng tham dự Đại hội thể thao châu Á 2014 đại diện Nhật Bản trong hành trình tiến vào tứ kết và thất bại 1-0.

## Thống kê sự nghiệp câu lạc bộ
Tính đến 2 tháng 1 năm 2018
| Thành tích câu lạc bộ | Thành tích câu lạc bộ | Thành tích câu lạc bộ | Giải vô địch | Giải vô địch | Cúp                   | Cúp                   | Cúp Liên đoàn | Cúp Liên đoàn | Tổng cộng | Tổng cộng |
| Mùa giải              | Câu lạc bộ            | Giải vô địch          | Số trận      | Bàn thắng    | Số trận               | Bàn thắng             | Số trận       | Bàn thắng     | Số trận   | Bàn thắng |
| Giải vô địch          | Giải vô địch          | Giải vô địch          | Giải vô địch | Giải vô địch | Cúp Hoàng đế Nhật Bản | Cúp Hoàng đế Nhật Bản | J. League Cup | J. League Cup | Tổng cộng | Tổng cộng |
| --------------------- | --------------------- | --------------------- | ------------ | ------------ | --------------------- | --------------------- | ------------- | ------------- | --------- | --------- |
| 2012                  | Yokohama F. Marinos   | J1                    | 0            | 0            | 0                     | 0                     | 2             | 0             | 2         | 0         |
| 2013                  | Yokohama F. Marinos   | J1                    | 0            | 0            | 0                     | 0                     | 0             | 0             | 0         | 0         |
| 2014                  | Yokohama F. Marinos   | J1                    | 2            | 0            | 2                     | 0                     | 1             | 0             | 5         | 0         |
| 2015                  | Yokohama F. Marinos   | J1                    | 24           | 0            | 2                     | 0                     | 1             | 0             | 27        | 0         |
| 2016                  | Yokohama F. Marinos   | J1                    | 27           | 1            | 2                     | 0                     | 4             | 0             | 33        | 1         |
| 2017                  | Yokohama F. Marinos   | J1                    | 23           | 0            | 3                     | 1                     | 0             | 0             | 26        | 1         |
| 2018                  | Yokohama F. Marinos   | J1                    | 0            | 0            | 0                     | 0                     | 0             | 0             | 0         | 0         |
| Tổng                  | Tổng                  | Tổng                  | 76           | 1            | 9                     | 1                     | 8             | 0             | 93        | 2         |

## Giải vô địch bóng đá U-17 thế giới statistics
| Thành tích câu lạc bộ | Thành tích câu lạc bộ | Thành tích câu lạc bộ                   | Giải đấu | Giải đấu  |          |
| Mùa giải              | Câu lạc bộ            | Giải vô địch                            | Số trận  | Bàn thắng |          |
| Giải đấu              | Giải đấu              | Giải đấu                                | Giải đấu | Giải đấu  | Giải đấu |
| --------------------- | --------------------- | --------------------------------------- | -------- | --------- | -------- |
| 2011                  | Nhật Bản              | Giải vô địch bóng đá U-17 thế giới 2011 | 4        | 0         |          |
| Tổng                  | Tổng                  | Tổng                                    | 4        | 0         |          |

## Thống kê Đại hội Thể thao châu Á
| Thành tích câu lạc bộ | Thành tích câu lạc bộ | Thành tích câu lạc bộ        | Giải đấu | Giải đấu  |          |
| Mùa giải              | Câu lạc bộ            | Giải vô địch                 | Số trận  | Bàn thắng |          |
| Giải đấu              | Giải đấu              | Giải đấu                     | Giải đấu | Giải đấu  | Giải đấu |
| --------------------- | --------------------- | ---------------------------- | -------- | --------- | -------- |
| 2014                  | Nhật Bản              | Đại hội thể thao châu Á 2014 | 2        | 0         |          |
| Tổng                  | Tổng                  | Tổng                         | 1        | 0         |          |

## Thành tích
- Vô địch Cúp Hoàng đế 2013
- Á quân J. League Division 1 2013
- Á quân Siêu cúp 2014